# 天野礼子
天野 礼子（あまの れいこ、1953年 - ）は、日本の環境運動家、環境問題評論家、アウトドアライター。
長良川河口堰建設をやめさせる市民会議代表。日本に健全な森をつくり直す委員会事務局長。

## 来歴・人物
京都市生まれ。ろうけつ染め作家の一人娘として生まれる。同志社中学・高等学校、同志社大学文学部美学芸術学専攻卒業。大学在学中の19歳より釣りを始め、国内外の川、海を年に100日ほど釣り歩いていた。
1988年、作家・開高健を会長に「日本のダムを問う運動」を立ち上げ、長良川河口堰建設反対運動を展開。1989年に国会内で超党派国会議員による｢長良川河口堰問題を語る会｣が設立されるなど、「川とダム」を問う国民運動に育て上げ、国会で議論をつくった。その後も、同郷の近藤正臣らと共に河川の乱開発防止・自然保護運動に取り組む。また、開高健に師事し文筆活動を開始。
1992年10月、｢反対派に会う｣と公言していた山崎拓建設大臣（当時）との面会を求め､19日間のハンガーストライキを実施。19日目に倒れるものの、これをきっかけに建設省とダム反対市民との公式の話し合いが､｢テープなし､速記なし､非公開｣の条件のもとで日本で初めて始まる。
21世紀に入ってからは、「川を再生させるには森を生き返らせることが必要」と、日本の森から木材を出す社会システムを作り直す提案を各地で繰り返す。2004年からは、京都大学の提唱していた「森里海連環学」を広める活動を展開。2008年に養老孟司を委員長に、C・W・ニコル、立松和平らと「日本に健全な森をつくり直す委員会」を設立（のちに特定非営利活動法人）。以来、事務局長を務める。その後、藻谷浩介らを加え、これからの日本人の暮らし方、生き方を地域から実践するためのモデルづくり活動を、島根県高津川流域をベースに継続している。津和野町内に拠点とする建物を設け、「日本に健全な森をつくり直す委員会」の事務局を置いている。
2016年、環境省が「森里海連環学」を採用。省内に養老孟司を委員長とする「森里川海大好き！読本」編集委員会が立ち上がり、委員の一人となった。
なお、日本に健全な森をつくり直す委員会では、適時「提言書」を出しており、2021年10月には「第四次提言書」をまとめている。

## 主な著書

### 単著
- 『萬サと長良川―「最後の川」に生きた男』（筑摩書房、1990年）
- 『ダムと日本』（岩波書店　岩波新書　2001年2月）
- 『だめダムが水害をつくる!?』 (講談社+α新書)
- 『ニッポンの川はすくえるか』（つり人社、2001年）
- 『日本の名河川を歩く』（講談社　講談社＋α新書 2003年7月）
- 『公共事業が変わる』（北海道新聞社 2002年8月）
- 『有機な人びと』（朝日新聞出版）
- 『“林業再生”最後の挑戦』（農山漁村文化協会）
- 『日本一の清流でみつけた未来の種』（中央公論新社）
- 『川を歩いて、森へ』（中央公論新社）

### 共著
- 『市民事業―ポスト公共事業社会への挑戦』（五十嵐敬喜との共著　中央公論新社　中公新書ラクレ　2003年4月）
- 『石油に頼らない―森から始める日本再生』（養老孟司らとの共著、北海道新聞社）
- 『日本から“農薬”が消える日』モンベルブックス（ネイチャーエンタープライズ）（2020年10月）

### 共編著
- 『巨大な愚行　長良川河口堰　政・官・財癒着の象徴』（北川石松との共編著　風媒社　1994年）

## テレビ出演
- れい子のフィッシング 愛(1980年12月8日 - 1981年4月3日、MBS)
- きんき紀行 ミナト大阪むくもり訪ねて（1987年2月7日、NHK大阪放送局） - リポーター
- 遊々専科（NHK総合）